# Arie Luyendyk
Arie Luyendyk (Sommelsdijk, 21 settembre 1953) è un pilota automobilistico olandese.
La grafia originale del suo cognome è Luijendijk, ma l'ha cambiata dopo essersi trasferito negli Stati Uniti.
A lui è intitolata la curva 14 del circuito di Zandvoort, nei Paesi Bassi, ristrutturata nel 2020 e realizzata in forma parabolica con una inclinazione di 18 gradi.

## Carriera

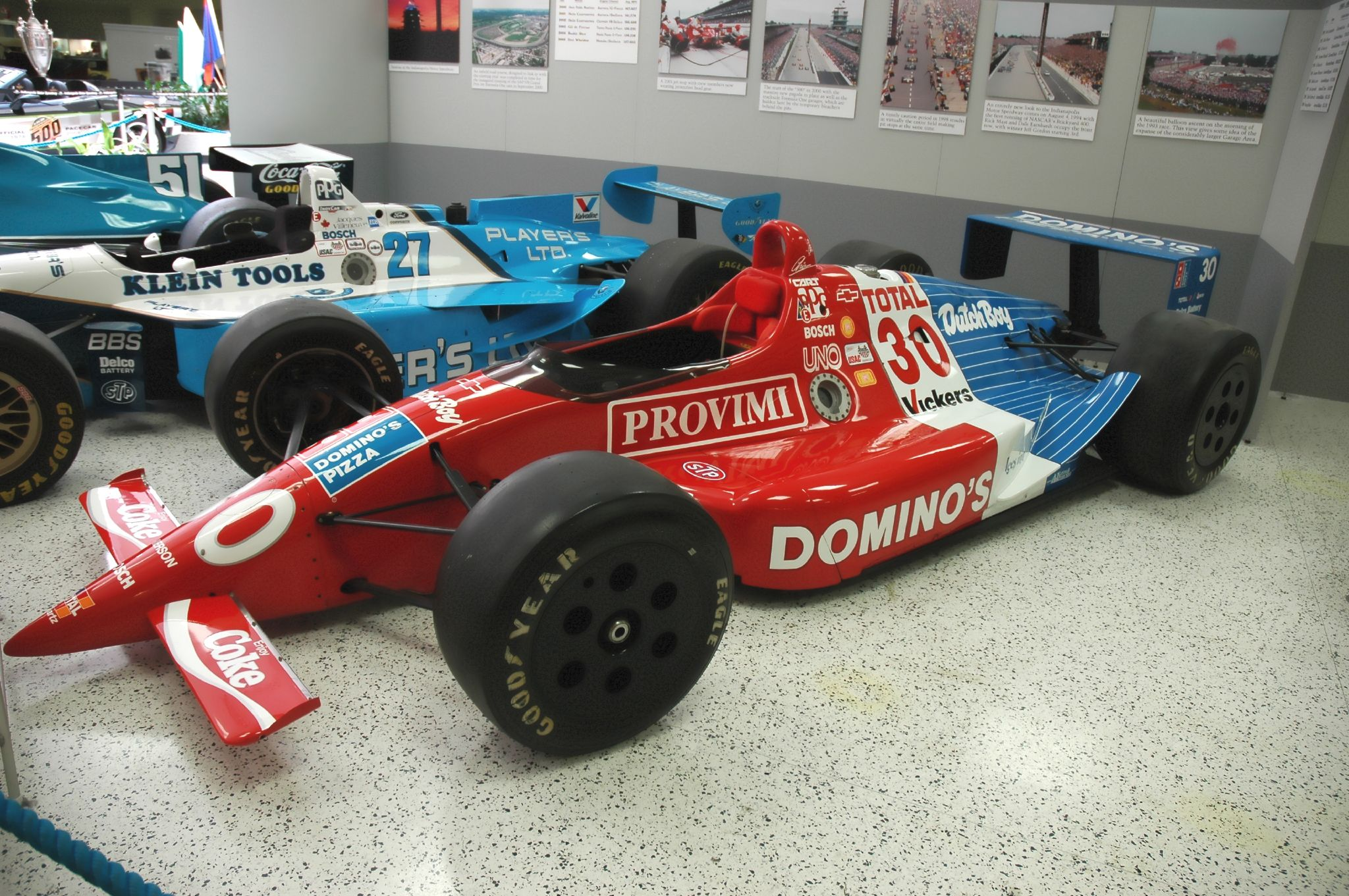
La vettura di Luyendyk vincitrice alla 500 Miglia di Indianapolis 1990

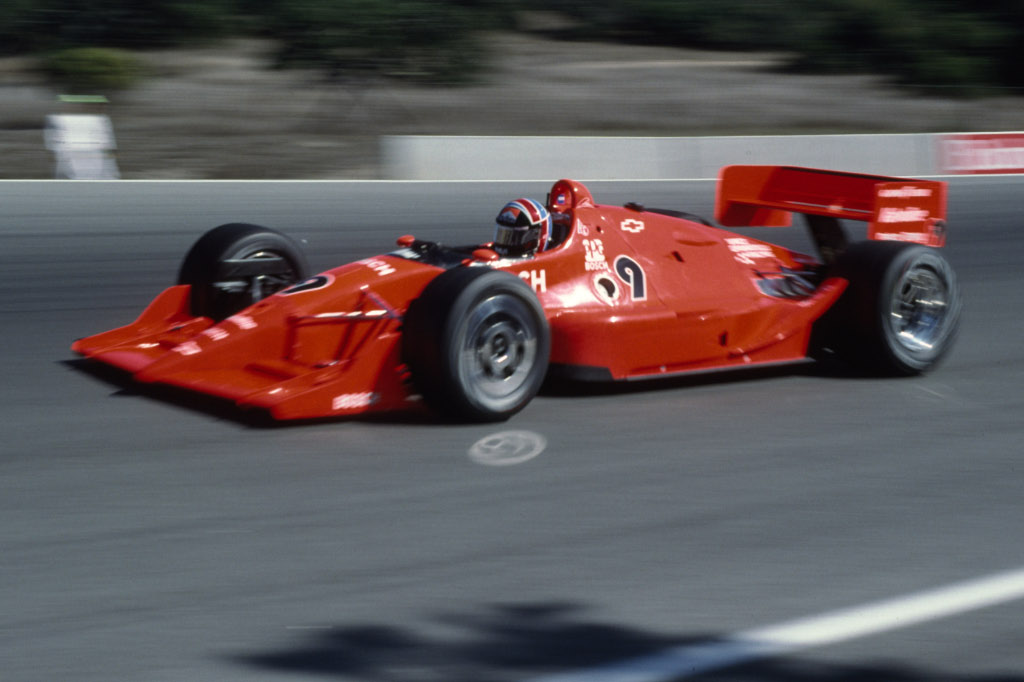
Arie Luyendyk sulla Lola/Chevrolet del team Granatelli Racing al Laguna Seca Raceway, 1991

Iniziò a correre nei Paesi Bassi nei primi anni settanta vincendo diversi titoli nazionali e nel 1977 fece suo il titolo europeo di Formula Super Vee, passando poi alla Formula 3. La mancata conquista di ulteriori titoli lo convinse a trasferirsi in Nordamerica, dove vinse il campionato SCCA Super Vee nel 1984, anno in cui debuttò nel campionato statunitense C.A.R.T. con una singola apparizione a Road America.
Il 1985 fu la sua prima stagione completa sulle monoposto più prestazionali del Nordamenrica, con relativo debutto all'Indianapolis Motor Speedway, e quell'anno ottenne il titolo di Rookie of the year sia per la stagione che per la gara più importante dell'anno. Qui, cinque anni dopo, colse la prima vittoria alla 500 miglia, nella quale fece segnare la velocità media in gara di 185,981 miglia orarie (299,307 km/h), un record che ha resistito per 23 anni, battuto solo nel 2013 da Tony Kanaan (187,433 mph) e nel 2014 da Ryan Hunter-Reay (186,563 mph)
A Indianapolis fece segnare anche tre pole position (1993, 1997 e 1999) oltre al record di velocità in qualifica nel 1996, quando si qualificò alla media di 236,986 miglia orarie sui canonici quattro giri consecutivi (con relativo record sul giro singolo a 237,498 mph - 382,216 km/h) dopo che il suo precedente tentativo durante il Pole Day (che gli aveva valso il secondo posto provvisorio) era stato dichiarato non valido dai commissari, che avevano trovato la sua vettura sottopeso ma avevano ritenuto "non intenzionale" l'accaduto.
Vinse ancora l'edizione 1997 della corsa e si ritirò dalle competizioni alla fine della stagione 1999, diventando commentatore per il canale televisivo "ABC Sports", salvo poi partecipare ancora alla 500 miglia del 2001 e del 2002. Durante le prove libere della gara del 2003 le conseguenze di un incidente lo indussero a ritirarsi definitivamente.
Nonostante questi risultati all'Indianapolis Motor Speedway, il suo migliore risultato in campionato fu il 6º posto conquistato nel 1991, quando conseguì anche due vittorie.
A partire dal primo anno di permanenza negli USA partecipò anche alle grandi classiche statunitensi di durata, che facevano parte del campionato IMSA e riuscì a fare sue la 12 Ore di Sebring del 1989 a bordo di una Nissan GTP ZX-Turbo e la 24 Ore di Daytona del 1998 con una Ferrari 333 SP.

### Risultati alla 500 miglia di Indianapolis
| Anno | Vettura | Motore              | Griglia                                                | Arrivo                                                 | Squadra      |
| ---- | ------- | ------------------- | ------------------------------------------------------ | ------------------------------------------------------ | ------------ |
| 1985 | Lola    | Cosworth            | 20º                                                    | 7º                                                     | Bettenhausen |
| 1986 | Lola    | Cosworth            | 19º                                                    | 15º                                                    | Bettenhausen |
| 1987 | March   | Cosworth            | 7º                                                     | 18º                                                    | Hemelgarn    |
| 1988 | Lola    | Cosworth            | 6º                                                     | 10º                                                    | Simon        |
| 1989 | Lola    | Cosworth            | 15º                                                    | 21º                                                    | Simon        |
| 1990 | Lola    | Chevrolet           | 3º                                                     | 1º                                                     | Shierson     |
| 1991 | Lola    | Chevrolet           | 14º                                                    | 3º                                                     | Granatelli   |
| 1992 | Lola    | Ford-Cosworth       | 4º                                                     | 15º                                                    | Ganassi      |
| 1993 | Lola    | Ford-Cosworth       | 1º                                                     | 2º                                                     | Ganassi      |
| 1994 | Lola    | Ilmor               | 8º                                                     | 18º                                                    | Indy Regency |
| 1995 | Lola    | Menard-Buick        | 2º                                                     | 7º                                                     | Team Menard  |
| 1996 | Reynard | Ford-Cosworth       | 20º                                                    | 16º                                                    | Treadway     |
| 1997 | G-Force | Comptech Oldsmobile | 1º                                                     | 1º                                                     | Treadway     |
| 1998 | G-Force | Comptech Oldsmobile | 28º                                                    | 20º                                                    | Treadway     |
| 1999 | G-Force | Comptech Oldsmobile | 1º                                                     | 22º                                                    | Treadway     |
| 2001 | G-Force | Comptech Oldsmobile | 6º                                                     | 13º                                                    | Treadway     |
| 2002 | G-Force | Chevrolet           | 24º                                                    | 14º                                                    | Treadway     |
| 2003 | G-Force | Toyota              | sostituito da Alex Barron causa incidente in qualifica | sostituito da Alex Barron causa incidente in qualifica | Mo Nunn      |